# Teri Garr
Teri Ann Garr  (Lakewood, 11 de dezembro de 1944 – Los Angeles, 29 de outubro de 2024) foi uma atriz norte-americana. Ela apareceu com frequência em papéis cômicos ao longo de sua carreira, que durou quatro décadas e incluiu mais de 140 aparições no cinema e na televisão. Seus prêmios incluem uma indicação ao Oscar, uma indicação ao BAFTA e um National Board of Review Award. Garr se aposentou da atuação em 2011.
Filha de um ator de vaudeville e de uma figurinista, Teri teve seu primeiro papel com diálogo no filme Head (Os Monkees estão soltos), de 1968. Na TV fez participações em Batman, The Sonny & Cher Comedy Hour e McCloud; sua participação mais conhecida foi como a mãe biológica de Phoebe Buffay no seriado Friends.
Em 1974 ganha seu primeiro papel importante no filme The Conversation e a partir de então participou de vários filmes de sucesso como Young Frankenstein (1974), Close Encounters of the Third Kind (1977) e After Hours (1985). Em 1982 foi indicada ao Oscar de melhor atriz (coadjuvante/secundária) por seu papel em Tootsie. Ela também atuou em filmes como Oh, God! (1977), The Black Stallion (1979), Mr. Mom (1983), Dumb and Dumber (1994), Prêt-à-Porter (1994), Michael (1996) e Ghost World (2001).
Teri sofria de esclerose múltipla e tornou-se uma defensora para o tratamento da doença. Ela faleceu de complicações da doença em 29 de outubro de 2024, aos 79 anos.

## Legado
Garr foi chamada de "lenda da comédia". Em 1982, a crítica de cinema Pauline Kael a chamou de "a mulher neurótica e tonta mais engraçada das telas". Vários artistas a citaram como influência, incluindo Jenna Fischer e Tina Fey.